# OpenCitations
OpenCitations je projekt odprte znanosti, namenjen RDF-standardiziranemu objavljanju prostih bibliografskih podatkov o citiranju. Gradi zbirko podatkov OpenCitations Corpus (OCC). Upravlja ga Infrastructure Services for Open Access (IS4OA), nepridobitna organizacija, ustanovljena leta 2012 v Združenem kraljestvu, katere ustanoviteljici sta bili zagovornici prostega dostopa Caroline Sutton in Alma Swan. OpenCitations Corpus se neprenehoma polni z vsebinami iz znanstvene in strokovne literature. Do 31. marca 2019 je vseboval reference iz 326.743 bibliografskih virov citiranja in podatke s približno 13,964,148 citatnimi povezavami ter 7,565.367 citiranimi viri. IS4OA upravlja tudi Imenik revij z odprtim dostopom (Directory of Open Access Journals, DOAJ).